# Pallone d'oro 2024
Il Pallone d'oro 2024 è stata la 68ª cerimonia annuale del Pallone d'oro, presentata da France Football, che premia i migliori calciatori del mondo per la stagione 2023-24. Il premio è stato assegnato sulla base dei risultati della stagione (dal 1º agosto 2023 al 31 luglio 2024) anziché dell'anno solare. La cerimonia si è svolta il 28 ottobre 2024, mentre i candidati sono stati annunciati il 4 settembre 2024. Per la prima volta è stato assegnato un nuovo riconoscimento, il Trofeo Johan Cruijff, destinato al miglior allenatore di calcio maschile e al miglior allenatore di calcio femminile. La UEFA ha co-organizzato il galà del Pallone d'oro per la prima volta, mentre France Football ha mantenuto il sistema di voto e il nome del Pallone d'oro.
Per la prima volta nella storia del calcio il Pallone d'oro maschile e quello femminile sono stati vinti da due giocatori di medesima nazionalità: gli spagnoli Rodri e Aitana Bonmatí.

## Pallone d'oro

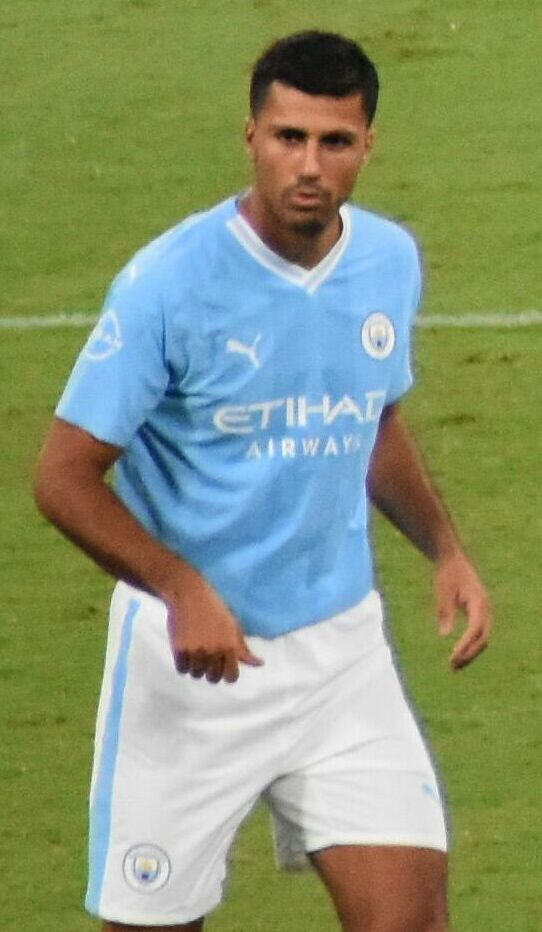
Rodri, vincitore del Pallone d'oro

## Pallone d'oro femminile

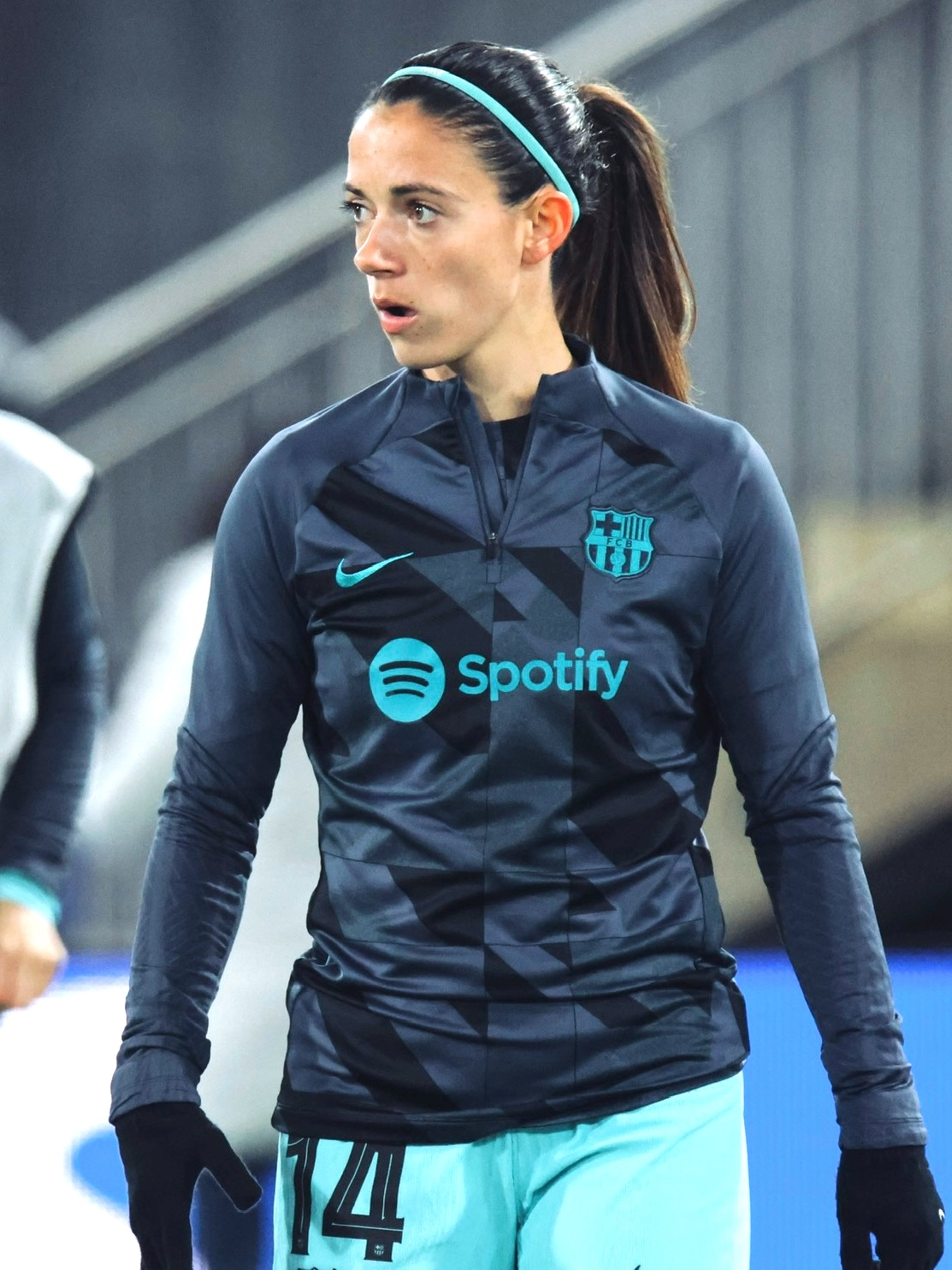
Aitana Bonmatí, vincitrice del Pallone d'oro femminile

## Trofeo Kopa

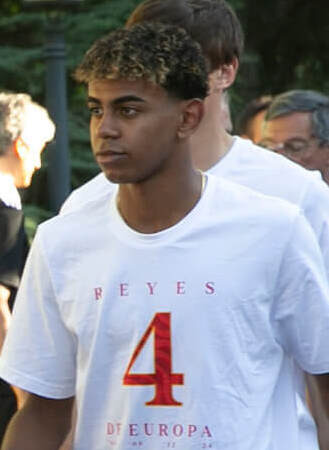
Lamine Yamal, vincitore del Trofeo Kopa

## Trofeo Jašin

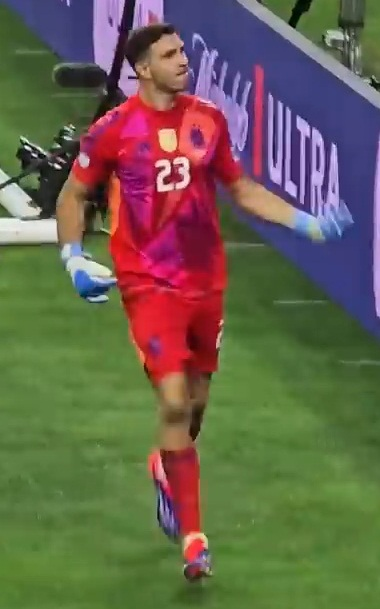
Emiliano Martínez, vincitore del Trofeo Jašin

## Trofeo Cruijff (calcio maschile)

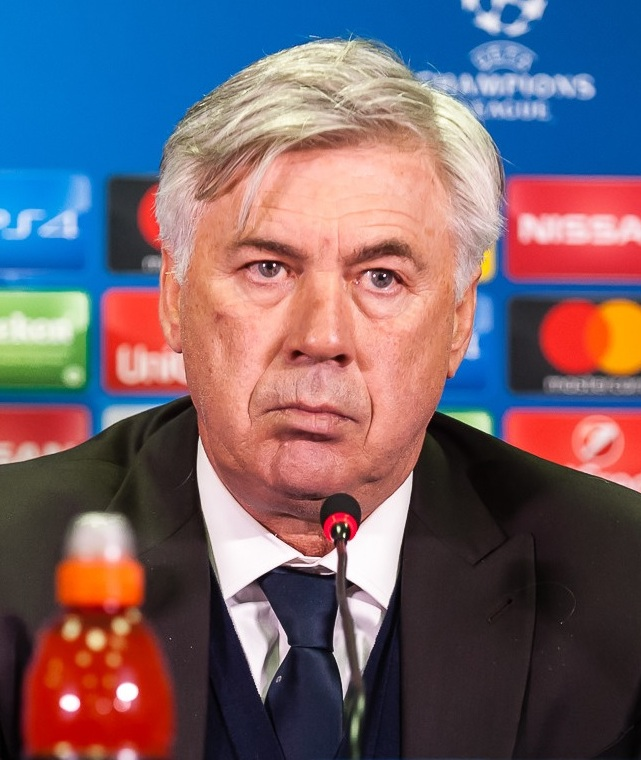
Carlo Ancelotti, miglior allenatore di calcio maschile della stagione

## Trofeo Cruijff (calcio femminile)

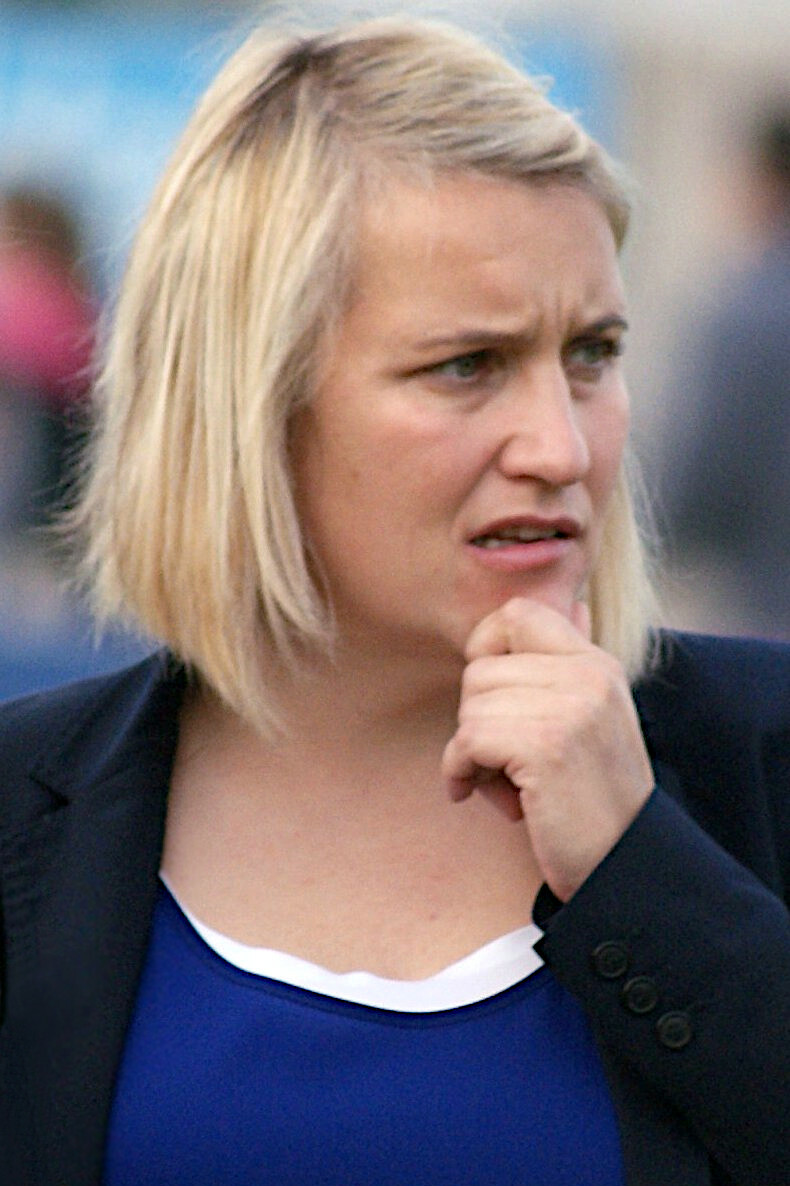
Emma Hayes, miglior allenatore di calcio femminile della stagione